# Patrón de navegación básica

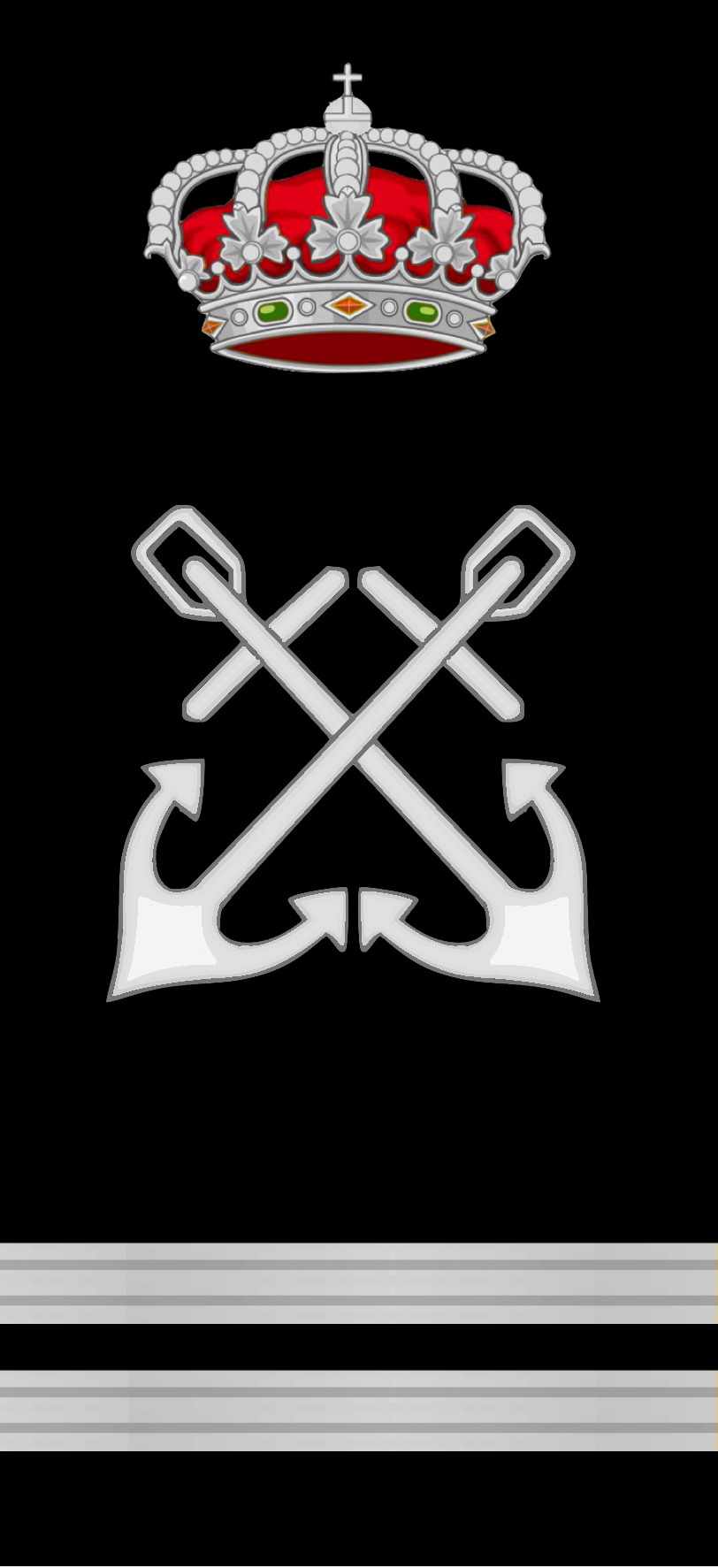
Distintivo de Patrón de navegación básica.

El Patrón de Navegación Básica (PNB) es una titulación náutica de recreo oficial en España. Permite a su titular gobernar embarcaciones de recreo de hasta 8 m de eslora, siempre que la navegación no se aleje más de 5 millas náuticas de un puerto, marina o lugar de abrigo. También autoriza el manejo de motos náuticas dentro de los límites establecidos por la normativa vigente.
1.º Embarcaciones de recreo a motor o a vela, de hasta 8 m de eslora, siempre que la embarcación no se aleje más de cinco millas en cualquier dirección de un puerto, marina o lugar de abrigo. En caso de embarcaciones a motor, la potencia será la adecuada para la embarcación.
2.º Motos náuticas, dentro de los límites específicos de navegación aplicables a estas, de acuerdo con sus características técnicas y sin límite de potencia. 
Hay que diferenciarlo de la Autorización Federativa o Titulín, donde la potencia máxima del motor está limitada a 40 kW (unos 53cv) permitiendo únicamente la navegación con luz diurna en áreas delimitadas por la Capitanía Marítima.
Requisitos para la obtención.
| Distintivo | Título                              | Eslora max. (metros)                                                            | Zona (millas)     | Moto náutica | Notas |
| ---------- | ----------------------------------- | ------------------------------------------------------------------------------- | ----------------- | ------------ | --- |
|            | Capitán de yate                     | Embarcaciones de recreo: 24 Buques de recreo: sin límite (arqueo max.: 3000 GT) | Sin límite        | A            | Habilitación vela independiente                                                                                       |
|            | Patrón de yate                      | 24                                                                              | 150               | A            | Habilitación vela independiente                                                                                       |
|            | Patrón de embarcaciones de recreo   | 15 (→24)                                                                        | 12 (→Baleares)    | A            | Habilitación vela independiente. Habilitación 24 m. y navegación a Baleares opcional                                  |
|            | Patrón de navegación básica         | 8                                                                               | 5                 | A            | Habilitación vela independiente                                                                                       |
| —          | Licencia de navegación              | 6                                                                               | 2                 | A            | Navegación diurna |
| —          | Autorización federativa ("titulín") | 6 (potencia max.: 40 kW)                                                        | Zonas delimitadas | —            | Navegación diurna (obsoleta; sustituida por Licencia de navegación, posibilidad de canje realizando 4h. de practicas) |
| —          | Sin título                          | motor: 5 (potencia max.: 11,26 kW)                                              | 2                 | —            | Navegación diurna |
| —          | Sin título                          | vela: 6                                                                         | 2                 | —            | Navegación diurna |

## Requisitos para la obtención
- Haber cumplido 18 años (16 con el permiso de un padre o tutor).
- Presentar un informe de aptitud psicofísica del solicitante de acuerdo con lo establecido en el capítulo IV del Real Decreto 875/2014.
- Superar el examen teórico tipo test correspondiente.
- Los aspirantes a esta titulación deberán aportar un certificado de haber superado un reconocimiento psicofísico, conforme a la normativa vigente sobre titulaciones náuticas, en un centro autorizado para ello.
- Aprobar un examen práctico o realizar tres salidas de prácticas de al menos cuatro horas (se debe acreditar la realización de las prácticas básicas de seguridad y de navegación), además de no menos de dos horas de prácticas de radio.
- Consultar el temario oficial del examen de patrón de navegación básica.
- Solicitar la expedición del título.